# Wallpaper

Firmenlogo

Wallpaper (Eigenschreibweise Wallpaper*) ist eine Zeitschrift für Design, Architektur, Mode, Reisen, Lifestyle und Kunst. Das Magazin wurde 1996 in London vom kanadischen Journalisten Tyler Brûlé gegründet. Es ist jetzt im Besitz von Future plc nach der Übernahme durch TI Media. Brûlé hatte das Magazin bereits 1997 an Time Warner verkauft.
Das Magazin übte gerade in den ersten Jahren seines Erscheinens starken Einfluss auf die allgemeine Wahrnehmung von Mode und Architektur aus. So wurde das Mode-Label Acne Studios durch ein Bild in Wallpaper erstmals einem größeren Publikum vorgestellt. Auch die erneute Beliebtheit der Bauten von Ulrich Müther ist zumindest teilweise Wallpaper zu verdanken. Die Zeitung The Guardian bezeichnete Wallpaper als „90er-Jahre Stil-Bibel“.

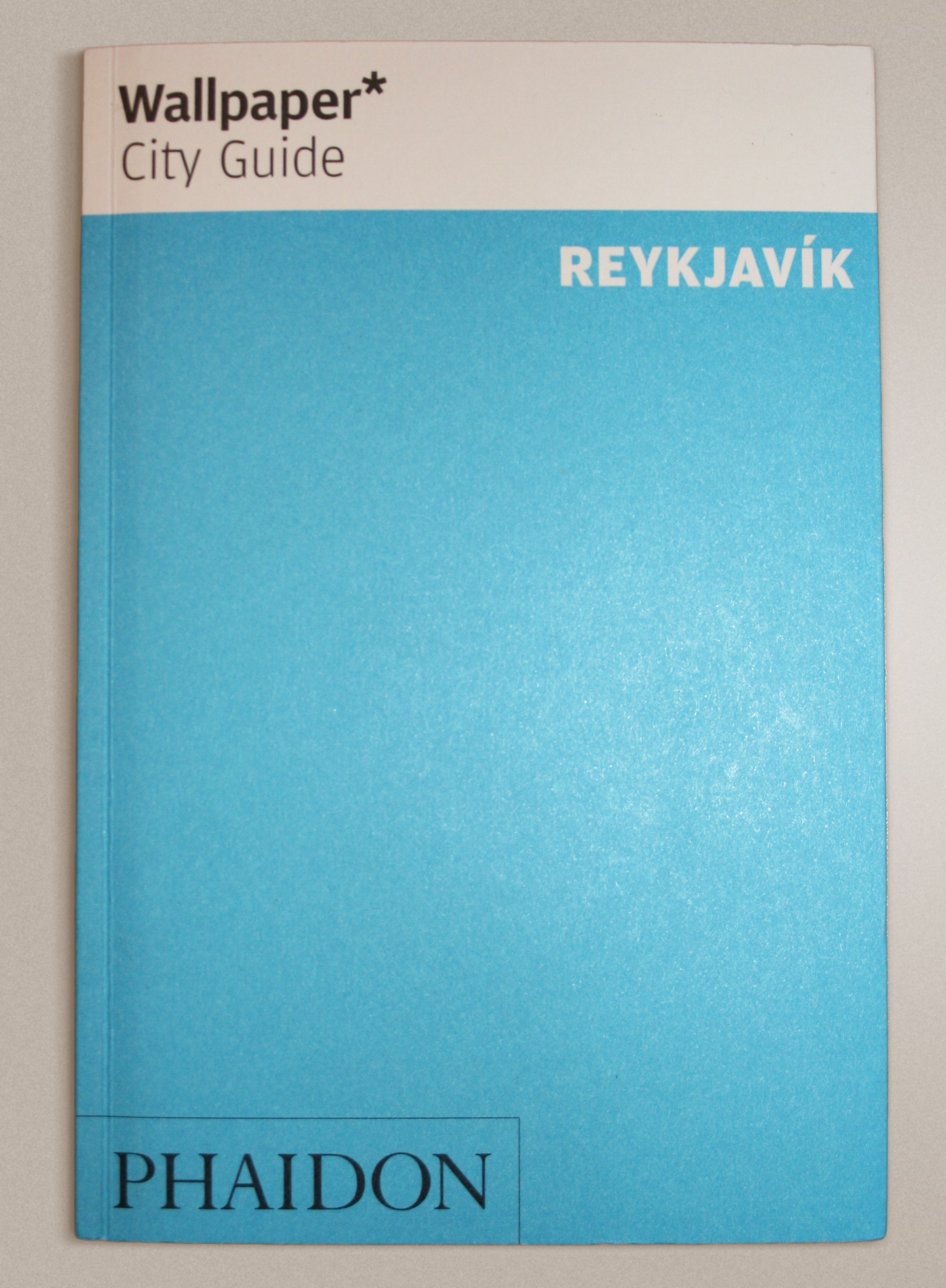
Wallpaper Guide Reykjavík

Neben der Veröffentlichung des monatlichen Magazins und der Website werden unter dem Markennamen Wallpaper auch Ausstellungen kuratiert und Events für Kunden aus dem Luxus-Bereich veranstaltet. In Zusammenarbeit mit Phaidon Press hat Wallpaper Reiseführer für mehr als 50 Städte veröffentlicht. Eine iPad-Ausgabe des Magazins erscheint seit 2011. Im Oktober 2015 feierte Wallpaper seine zweihundertste Ausgabe seit Beginn seiner Printausgabe im Jahr 1996. 2015 wurde zudem der Wallpaper Online-Store ins Leben gerufen.